# Licht
Licht («Лихт» — «Свет») — еврейское национально-культурное общество, действовавшее в Таллине в 1926—1940 годах. В состав общества входили представители образованной части эстонского еврейства, еврейских рабочих и ремесленников, в основном придерживавшиеся марксистско-ленинских и антисионистских взглядов. Задачей общества являлось проведение общекультурной и политико-просветительской работы среди таллинцев еврейской национальности.

## Адреса общества
Постоянного помещения у общества не было. В разные годы общество действовало по следующим адресам: Нигулисте 13, Пикк 7, Мунга 4, Мюйривахе 23 и Лембиту 27. С 1939 года «Licht» работал в доме еврейского общества «Bjalik» по адресу Нарвское шоссе 11. Свою деятельность «Licht» и «Bjalik» завершили в доме на улице Вяйке-Карья.

## Культурная деятельность
При обществе работал драматический кружок, в январе 1931 года состоялся его дебют: была представлена пьеса «Фабрика» (автор — проживавший в США еврейский писатель Г. Лейвик). В 1932 году была поставлена пьеса «Мельница» еврейского писателя из России Д. Бергельсона; в ноябре 1933 года драмкружок представил в Таллинском Рабочем театре (эст. Töölisteater) драму в 4-х действиях «Страна нищих» на идише (автор — Г. Лейвик).
В марте 1937 года, в честь 10-летия общества «Licht», его драматический кружок в Рабочем театре показал на идише драму  в 3-х действиях «Цепи» (автор Г. Лейвик, постановщик Андрес Сярев, декорации Герберт Тамм), музыкальный руководитель Линда Сауль).
Тематика проводимых обществом лекций была в основном связана с текущими политическими событиями, например «Продуктивная работа евреев в Восточной Европе и Советском Союзе» (эст. «Juutide produktiivne töö lda-Euroopas ja NSV Liidus»), «Психологическое обоснование сионистского соглашения о трансфере» (эст. Sionistide transfeer-lepingu psühholoogiline põhjendus); докладчиком был приглашённый из Риги еврейский журналист Й. Розенбаум (J. Rosenbaum).
Членов общества особо интересовало происходящее в Советском Союзе и, в частности, в созданной в 1934 году Еврейской автономной области. По просьбе общества «Licht» из Биробиджана присылали книги и журналы, рассказывающие о тамошней жизни. Приглашённый в Эстонию из Аргентины еврейский журналист Г. Блоштейн выступил с лекциями «Три центра еврейской литературы: Нью-Йорк, Москва, Варшава» и «Жизнь евреев от Аргентины до Биробиджана». В 1937 году из Биробиджана была заказана газета «Birobidzhaner shtem» — единственное разрешённое в то время в СССР периодическое издание на идише. «Licht» также вёл переписку с еврейскими культурными обществами Украины.

## Спортивная деятельность
При обществе также сформировался спортивный кружок. В 1931 году его члены приняли участие в программе «Большие международные соревнования рабочих-спортсменов». Они также участвовали в состоявшемся в Пярну спортивном мероприятии «Еврейские рабочие-спортсмены Пярну, Риги... Таллина» (эст. «Pärnu, Riia...Tallinna juudi töölissportlased»). Официально спортивный кружок носил название «Спортивная секция Таллинского еврейского культурного общества "Licht"» (эст. Tallinna Juudi Kultuurseltsi "Licht" spordisektsioon)  и входил в состав Эстонского союза рабочего спорта (эст. Eesti Töölisspordi Liit).

## Политическая деятельность
В 1933 году «Licht» вместе с социалистами Эстонии принял участие в митинге протеста, направленном против прихода к власти немецких нацистов и начавшегося антисемитизма.
Часть членов общества в 1936 году вступила в ряды Компартии Эстонии (КПЭ) (Маркус (Моисей) Пеккер, Cимон Перлман, Лазарь Всевиов, Лео Айзенштадт, Ксения Айзенштадт, Иосиф Гольдман, Ханс Граббе, Виктор Фейгин, Гершон Зимбалов, Сося Шмоткина и др.) и образовала свою партийную группу, которая участвовала в деятельности местного подразделения Международной организации помощи борцам революции (МОПР), помогала таллинской организации КПЭ поддерживать связи с расположенным в Швеции Организационным бюро Центрального комитета КПЭ и распространяла подпольную коммунистическую литературу.
Общество печатало марксистскую литературу и журнал «Коммунист» на квартире директора банка, выпускника Базельского университета Лео Айзенштадта (1912—1975), сына богатого еврейского торговца. С апреля 1943 года Лео Айзенштадт — старший инструктор политотдела 249-й эстонской стрелковой дивизии, капитан; с июля 1943 года по июнь 1944 года — редактор фронтовой газеты «Тазуя» (эст. «Tasuja», «Мститель»).
В годы Первой Эстонской республики Маркус Пеккер находился под надзором политической полиции из-за подозрений в шпионаже в пользу СССР.
Виктор Фейгин был участником Гражданской войны в Испании (командир противотанковой батареи, сержант). С июня 1940 года — помощник начальника Народной Самообороны. Расстрелян как советский диверсант-парашютист 17 июля 1941 года в Финляндии.
В работе общества участвовал будущий деятель советских спецслужб Идель Якобсон (1904—1997).
Больша́я часть членов общества  приняла участие в июньском перевороте 1940 года. Лазарь Всевиов в том же году был назначен на должность начальника планово-финансового отдела Народного комиссариата торговли Эстонской ССР. Иосиф Гольдман был назначен заместителем председателя ЦК МОПР Эстонской ССР.
В 1938 году председателем общества «Licht» был Мозес Сакс (Moses Sachs, эст. Moses Saks). Мозес Сакс окончил Русскую гимназию в Валга и затем учился ювелирному делу. Был неверующим и никогда не ходил в синагогу. В 1918 году, после провозглашения Эстонской Республики, Мозес Сакс переехал в Таллин и работал в большой ювелирной мастерской. В 1940 году он приветствовал установление советской власти в Эстонии, считая справедливым отбирать имущество у богатых, и даже хотел передать собственное имущество государству. Мозес Сакс был назначен директором крупного национализированного ювелирного предприятия. В 1940 году он съездил в Москву, а также посетил своего брата-раввина в Можайске. Советская действительность и разговоры с освободившимся из лагеря братом оказали на Мозеса сильное влияние. Когда он вернулся в Эстонию, он уже не вспоминал о марксистской идеологии. После начала Второй мировой войны со своей женой и 12-летней дочерью Мозес Сакс эвакуировался в советский тыл. В 1941 году Мозес Сакс совершил самоубийство, оставив жене и дочери письмо, в котором написал, что не может пережить полный отказ от своих прежних идей и просит у родных прощения за то, что не способен обеспечить им нормальную жизнь.
В 1940 году общество «Licht» насчитывало около 120 членов.

Члены еврейского культурного общества «Licht»
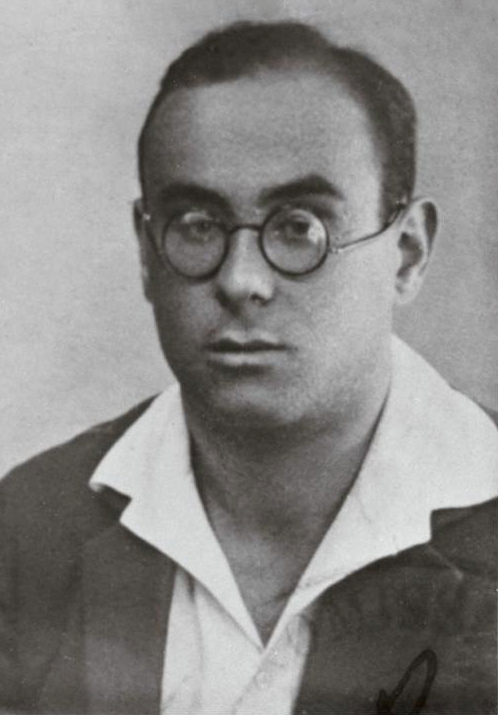
Маркус Пеккер, 1928—1929 гг.
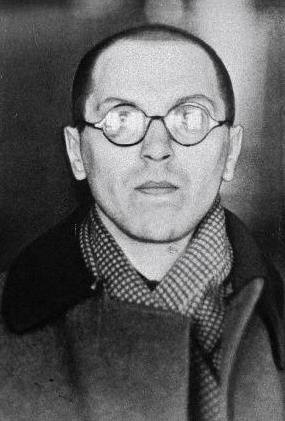
Идель Якобсон, до 1932 г.
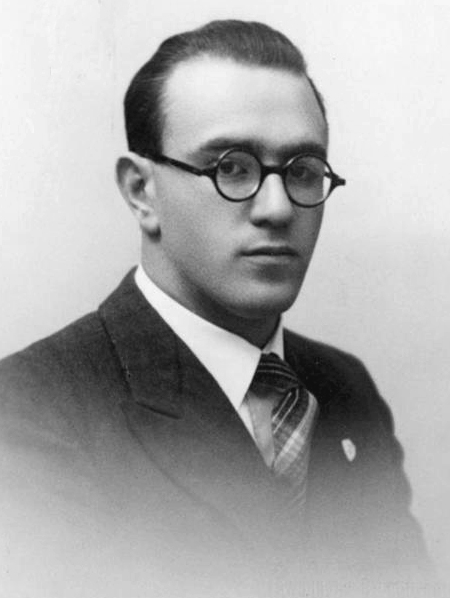
Виктор Фейгин, 1936 год
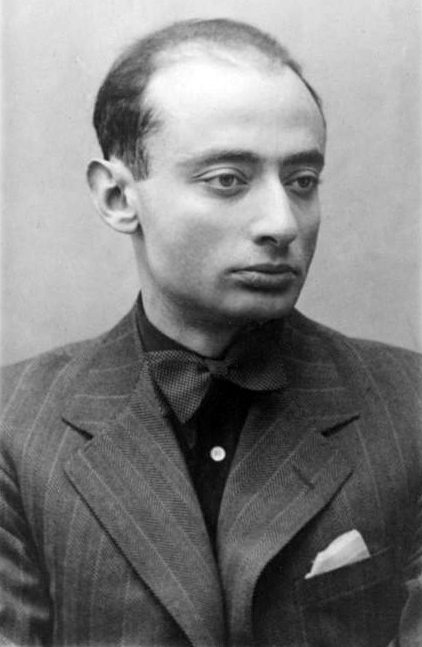
Лео Айзенштадт, 1937 год
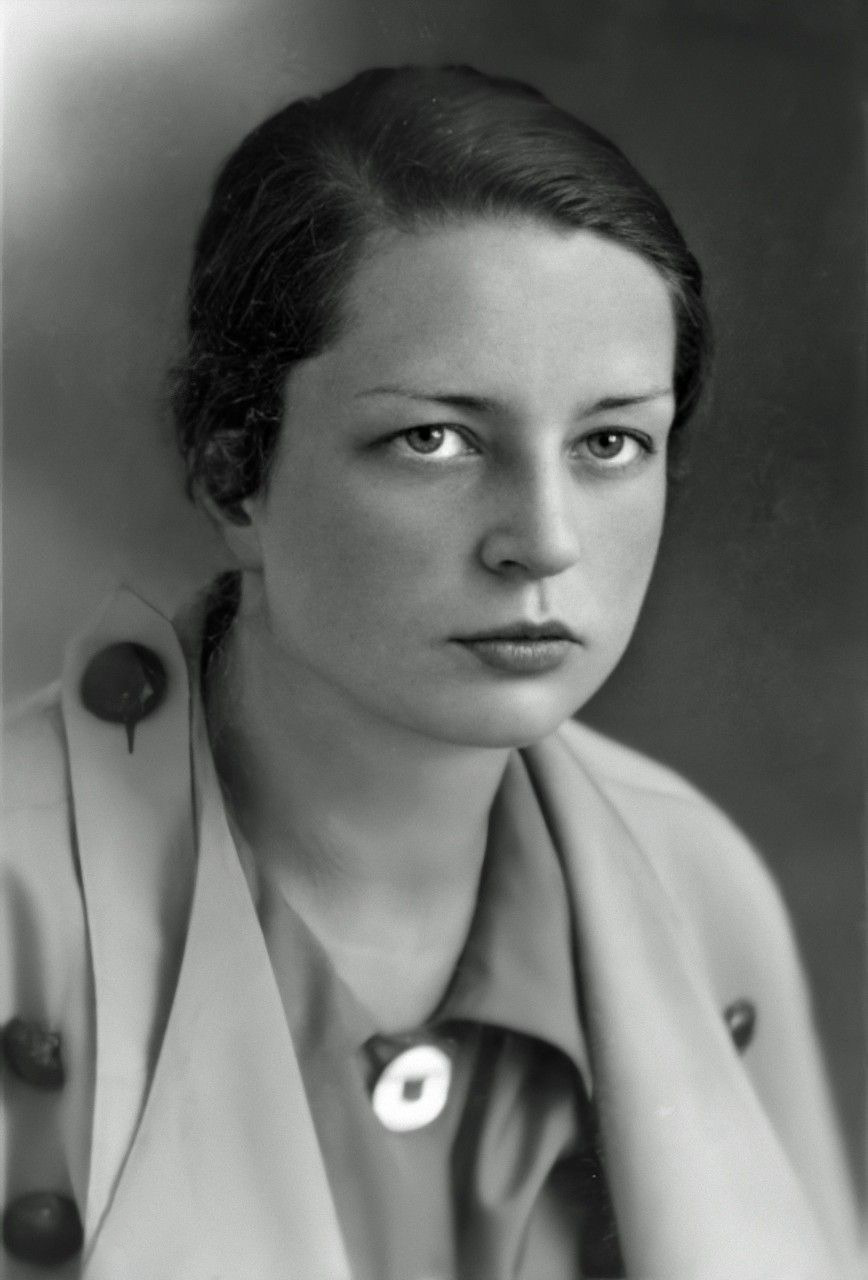
Ксения Айзенштадт, 1937 год
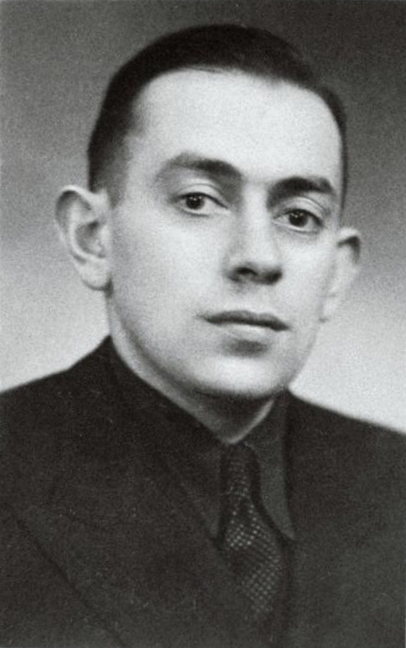
Лазарь Всевиов, 1940 год
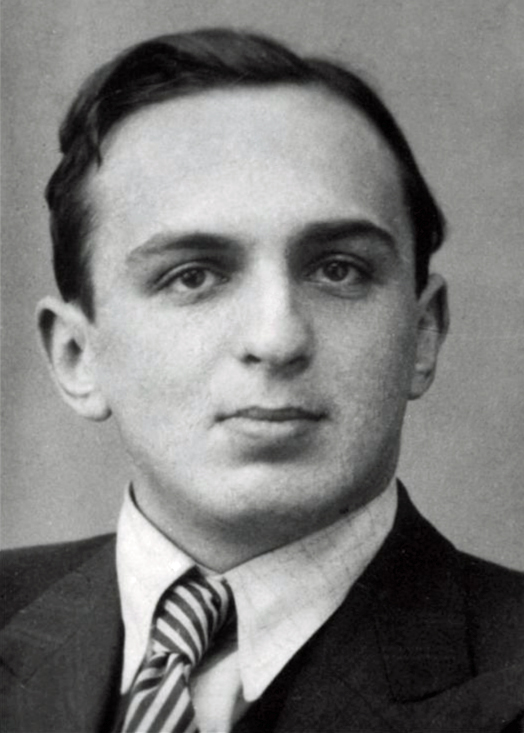
Иосиф Гольдман, 1940 год

Наряду с обществом «Licht»  приход к власти в Эстонии в 1940 году нового правительства приветствовало также еврейское культурное общество «Sholem-Aleichem» («Шолом-Алейхем»).

## Ликвидация еврейских обществ и организаций
В августе 1940 года члены общества «Licht» избрали Еврейский культурный совет (эст. Juudi kultuurnõukogu), который собрался только один раз для того, чтобы выдвинуть предложение о ликвидации объявленной в 1926 году Еврейской культурной автономии и составить список еврейских организаций Эстонии.
29 августа 1940 года начальник управления внутренней безопасности Эстонской ССР сообщил: «Рассмотрев данные, представленные в заявлении еврейского культурного общества «Licht» от 28 августа 1940 года, я установил, что дальнейшая деятельность еврейских организаций, перечисленных ниже, не соответствуют интересам трудящихся или продолжение их деятельности в новой ситуации оказывается излишним, поэтому, учитывая § 20 ч. 10 Закона о положении обороны (Kaitseseisukorra seadus, Riigi Teataja 1938, 40, 365), я принял решение закрыть следующие еврейские организации и вычеркнуть их из реестра ассоциаций, обществ и их объединений...». Этим постановлением были закрыты все 32 еврейских общества и организации, действовавшие в Эстонии, в том числе еврейская студенческая корпорация «Hasmonea».